# Gordiaanse knoop

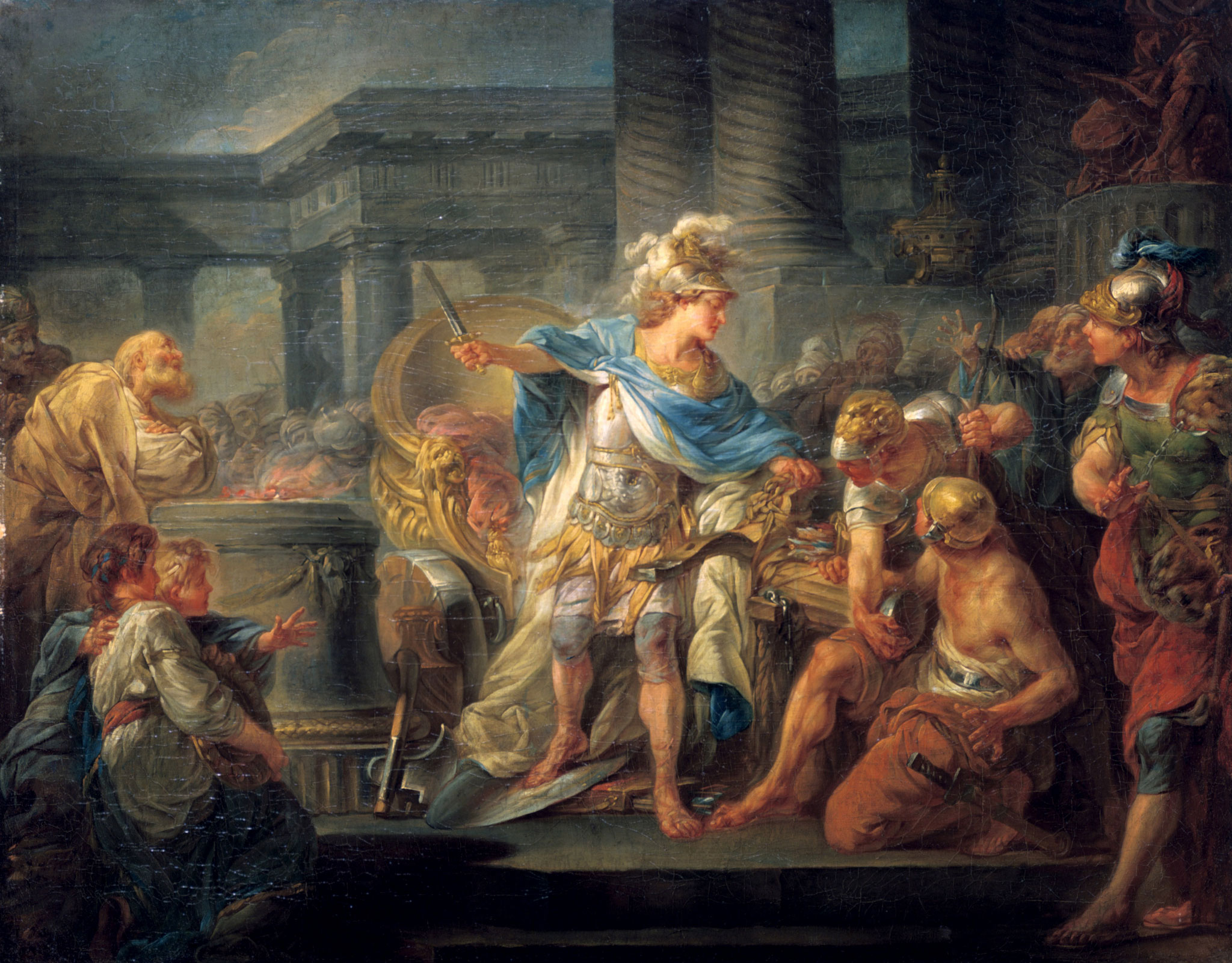
Alexander hakt de gordiaanse knoop door, Jean Simon Berthélemy (1743–1811)

De gordiaanse knoop is een onontwarbare knoop. De knoop verbond het juk met de disselboom van een eeuwenoude strijdwagen. Het orakel had over deze knoop gezegd: "wie deze knoop losmaakt, zal meester over heel Azië worden."
De knoop en de strijdwagen werden bewaard in de tempel van Zeus in de stad Gordium, hoofdstad van Frygië. Gordium, dat gesticht was door de Frygische koning Gordias, werd beschouwd als het middelpunt van de wereld.
Nadat Alexander de Grote met zijn leger de Hellespont was overgestoken, versloeg hij zijn tegenstander Darius een eerste maal aan de Granicus en drong het koninkrijk van Darius binnen. Volgens de overlevering bestond zijn leger uit 10.000 ruiters en 30.000 man voetvolk. In Gordium hoorde Alexander van de voorspelling van het orakel. Onder belangstelling van vele Macedoniërs en Phrygiërs probeerde ook hij lange tijd de knoop te ontwarren. Toen de Macedoniërs de moed al verloren, merkte Alexander op: "Over de manier van het losmaken heeft het orakel niets gezegd." en met één slag van zijn zwaard hakte hij de knoop los. Het verhaal gaat dat Zeus de hele nacht donderde en bliksemde om er zijn goedkeuring aan te geven.
Wanneer iemand een zeer moeilijk probleem met de nodige voortvarendheid of gewelddadigheid uit de weg ruimt, dan gebruikt men daarvoor wel de uitdrukking: de (gordiaanse) knoop doorhakken.
De Engelse historicus William Tarn heeft hier een studie aan gewijd en is tot de conclusie gekomen dat de knoop helemaal niet door het zwaard is losgemaakt. Zijn theorie is dat het verhaal van het zwaard is verzonnen door de tegenstanders van Alexander en later is overgenomen door de Romein Curtius. In de tijd van Alexander hechtten de geleerde Grieken in de grote steden al weinig geloof meer aan de goden en de mythes. Het gewone volk en mensen uit het Noorden van Griekenland (waaronder Alexander) waren echter nog diepgelovig. Curtius wist hier weinig van en daarom schreef hij het verhaal op dat via hem in onze boeken terecht is gekomen. Een diepgelovige als Alexander zou nooit met zijn zwaard op de knoop afgegaan zijn. Hij zou dit als heiligschennis tegenover het orakel hebben beschouwd. Waarschijnlijker is dat Alexander de disselboom en het juk wat uit elkaar schoof en op die manier de uiteinden van de knoop zichtbaar maakte. Hierna was het geen probleem meer om de knoop te ontwarren.